# قط شرقي قصير الشعر

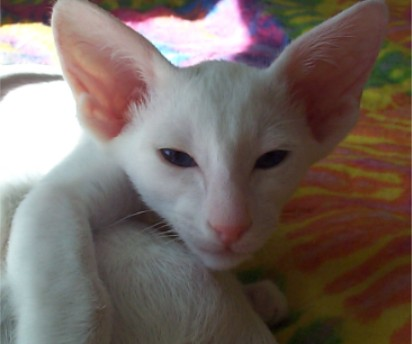

قط شرقي قصير الشعر (بالإنجليزية: Oriental Shorthair)‏ يشبه القط السيامي من ناحية الشخصية والتكوين الجسماني، ولكنه يختلف عنه في أنه ذو لون واحد أو مخطط وليس له أطراف ملونة، كما توجد منه عدة ألوان.